# Chiesa di Santa Maria del Suffragio (Roma)
La chiesa di Santa Maria del Suffragio è un luogo di culto cattolico di Roma del XVII secolo; si trova in via Giulia, nel rione Ponte.

## Storia
Nel 1592 era stata creata la Confraternita "del Suffragio" presso la chiesa di San Biagio della Pagnotta, con il compito di pregare per le anime dei defunti. La confraternita fu approvata nel 1594 da papa Clemente VIII e nel 1620 fu elevata ad "Arciconfraternita" da papa Paolo V.
Essendosi presto rivelata insufficiente la chiesa di San Biagio, la Confraternita aveva acquisito sin dal 1607 una porzione dell'area in origine destinata al Palazzo dei Tribunali, progettato e iniziato sotto papa Giulio II da Bramante a via Giulia e mai terminato. Il progetto venne affidato nel 1662 all'architetto Carlo Rainaldi e la chiesa venne terminata nel 1669, mentre la decorazione dell'interno si protrasse fino al 1685.

## Descrizione

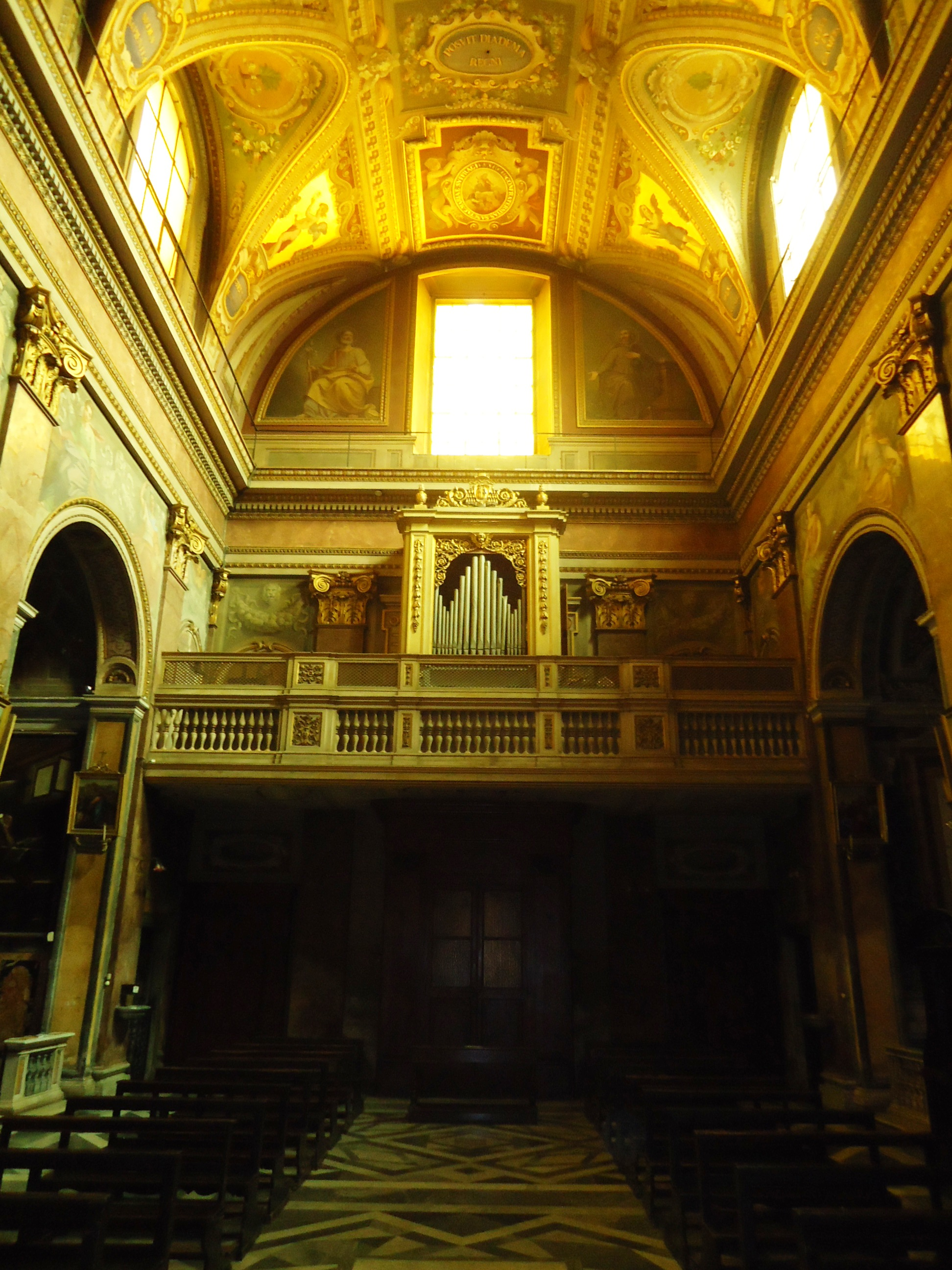
Interno verso la controfacciata e organo a canne

La facciata presenta due ordini di quattro lesene, che inquadrano in basso tre portali e in alto un finestrone centrale. L'interno è ad un'unica navata con cappelle laterali, coperta da una volta a botte lunettata, sono presenti due tele raffiguranti Daniele nella fossa dei leoni e la Resurrezione di Lazzaro (entrambe nell'oratorio) e gli affreschi con il Padre Eterno in gloria e l'Assunta nel coro opere del pittore barocco Giovanni Battista Benaschi.
Nel 1868 si ebbero alcune modifiche dell'interno ad opera di Tito Armellini e la decorazione della volta dipinta da Cesare Mariani (Incoronazione della Vergine).
Dello stesso architetto della chiesa, Carlo Rainaldi, è la seconda cappella di destra (prima della famiglia Petrosini e quindi dedicata a "Santa Maria Consolatrice degli Afflitti").
La terza cappella di sinistra, di patronato della famiglia Mazzetti di Pietralata era dedicata al "Crocefisso": sopra l'altare, si trova un grande Crocifisso ligneo, di ignoto autore del XVIII secolo, circondato da dodici reliquiari scolpiti in legno. La volta a botte affrescata raffigura episodi della Passione di Cristo. Secondo le fonti in origine erano presenti sulle pareti laterali dipinti del Lanfranco, oggi presso il Vicariato di Roma, sostituiti dai monumenti funebri in marmo dei membri della famiglia.
Sul fronte sinistro della cappella, si conserva ancora il confessionale, ove tradizionalmente si ritiene fosse solito recarsi san Vincenzo Pallotti per l'ufficio delle confessioni.
Questa chiesa è inoltre aggregata alla Venerabile Arciconfraternita dell'Assunta e Monte dei Morti di Vico Equense.
Nella chiesa si trova la tomba del sacerdote Luigi Novarese, fondatore delle associazioni Centro Volontari della Sofferenza, Silenziosi operai della Croce, Lega Sacerdotale Mariana e Fratelli degli ammalati, beatificato l'11 maggio 2013.
Al di sotto della tomba del Beato Novarese è collocata anche la tomba di mons. Alfonso Carinci, già segretario della Congregazione dei Riti che, dopo la sua morte, fu sepolto in questa Chiesa proprio per volere del Beato Novarese di cui era amico. Una lapide, oggi purtroppo rimossa per far spazio proprio alla tomba di Luigi Novarese, ne ricordava la memoria con una frase di papa Paolo VI che lo indicava come: «Luminoso esempio del Clero romano».